# Anelaphus sparsus
Anelaphus sparsus es una especie de escarabajo longicornio del género Anelaphus, categorizada en la tribu Elaphidiini, de la subfamilia Cerambycinae. Fue descrita por Martins & Galileo en 2003.

## Descripción
Mide 14,1-14,4 mm de longitud.

## Distribución
Se distribuye por Colombia.